# Eugène Gindre
Eugène Pascal Gindre, né à Monaco le 15 octobre 1872 et mort à Monaco le 29 décembre 1944, est un polytechnicien, industriel et mécène franco-monégasque.

## Famille
Eugène Gindre est issu d'une famille originaire de la principauté de Monaco. 
Son père, Felix Gindre était adjoint au maire de Monaco, chevalier de l'ordre de Saint-Charles et chevalier de la couronne d'Italie.

## Biographie
Eugène Gindre est reçu à l'École polytechnique en 1893. Il en sort en 1895 (62e sur 239 élèves).
Il entre en 1898 à la Société Le Carbone à Levallois-Perret. Cette société s'occupait de la fabrication de charbons pour l'électricité mais aussi de balais en charbon pour moteurs et dynamos. Grâce à ses connaissances techniques exceptionnelles, il contribua à perfectionner les balais de charbon et devint le principal collaborateur de l'administrateur-délégué de la Société Le Carbone.
Il consacra aussi une partie de ses activités à la vente des produits de cette industrie très particulière, sachant créer entre la société et ses clients des liens étroits. Parlant couramment l'anglais, l'allemand et l'italien, il entreprit de nombreux voyages à l'étranger. Dès 1906, il se rendit aux États-Unis et réussit à y introduire les produits de la Société Le Carbone. Ce premier voyage fut suivi de deux autres en 1909 et 1921 et ses efforts aboutirent à la création d'une filiale américaine de la société. Il visita aussi tous les pays d'Europe et notamment la Russie en 1909.
Par ailleurs, il sut établir des relations cordiales avec les rares maisons concurrentes françaises et étrangères et favorisa ainsi, grâce à une émulation technique loyale, la réalisation de progrès incessants dans la fabrication de ces balais en charbon.
Nommé administrateur-délégué de la Société Le Carbone, il consacra, au cours de la guerre de 1914-1918, toute son énergie au maintien de l'activité de la Société Le Carbone. Son zèle fut récompensé par sa nomination au grade de chevalier de la Légion d'honneur pour services rendus à la France.
En 1919, ses collaborateurs, techniciens, employés, ouvriers se réunirent salle Wagram à Paris pour fêter cette nomination et lui témoigner leur affection. Très estimé de tous, il sut propager autour de lui cet esprit d'équipe qui fit la solidité et la prospérité de la Société Le Carbone.
Il prit une part active aux négociations qui aboutirent, par la fusion avec la Compagnie lorraine de charbons pour l'électricité, à la création en 1937 de la Société Carbone Lorraine  dont il devint Vice-président.
En 1940, Eugène Gindre, après avoir assuré le repli de son usine en zone libre, se retire à Monaco avec son épouse en raison de son mauvais état de santé.

## Fondation Gindre
À Monaco, il fut cependant élu conseiller national puis vice-président du Conseil national et fait officier de l'ordre de Saint-Charles.
Il décida avec son épouse de créer, par legs, une fondation destinée à encourager la formation professionnelle à Monaco. La fondation Gindre et ses Statuts ont été approuvés par ordonnance souveraine du 12 septembre 1942 et publiée dans le Journal officiel de Monaco en date du 15 octobre 1942. Cette fondation continue en 2012 à donner, chaque année, des bourses.

## Décorations
- Chevalier des Palmes académiques
- Chevalier de la Légion d'honneur, 1921
- Officier de l'Ordre de Saint-Charles, 1943